# 李傑 (弘治進士)
李傑（1450年—？），字人英，陝西西安府韓城縣人，匠籍，明朝政治人物。

## 生平
成化十六年（1480年）庚子科陝西鄉試第七名舉人。弘治三年（1490年）中式庚戌科會試第二百六十七名，三甲第一百七十七名進士。

## 家族
曾祖李彥真；祖父李勉；父李讓，母劉氏；繼母高氏。具慶下。